# Pisy
Pisy es una localidad y comuna francesa situada en la región de Borgoña, departamento de Yonne, en el distrito de Avallon y cantón de Guillon.

## Demografía
| 407 | 386 | 397 | 357 | 390 | 384 | 389 | 405 | 386 | 376 | 360 | 335 | 331 | 295 | 299 | 283 | 260 | 239 | 239 | 237 | 216 | 200 | 188 | 190 | 172 | 166 | 151 | 130 | 105 | 107 | 90 | 80 | 68 |
| Para los censos de 1962 a 1999 la población legal corresponde a la población sin duplicidades (Fuente: INSEE [Consultar]) |     |     |     |     |     |     |     |     |     |     |     |     |     |     |     |     |     |     |     |     |     |     |     |     |     |     |     |     |     |    |    |    |

Gráfica de la evolución de la población de la comuna desde 1793